# Resolutie 1278 Veiligheidsraad Verenigde Naties
Resolutie 1278 van de Veiligheidsraad van de Verenigde Naties werd op 30 november 1999 zonder stemming aangenomen door de VN-Veiligheidsraad.

## Achtergrond
Steve Schwebel (°1929) is een Amerikaans jurist en expert in het internationaal recht. In januari 1981 werd hij verkozen als rechter van het Internationaal Gerechtshof. In 1994 werd hij vicevoorzitter van dat Hof en vervolgens in 1997 voorzitter. Zijn driejarige termijn als voorzitter liep nog tot februari 2000 en zijn derde ambtstermijn als rechter nog tot februari 2006 toen hij eind 1999 zijn ontslag aankondigde.
Schwebel werd als voorzitter opgevolgd door Gilbert Guillaume. In maart 2000 verkozen de Veiligheidsraad- en de Algemene Vergadering van de VN zijn landgenoot Thomas Buergenthal om zijn positie als rechter over te nemen.

## Inhoud
De Veiligheidsraad:
- Betreurt het ontslag van rechter Steve Schwebel dat ingaat op 29 februari 2000.
- Merkt op dat een positie bij het Internationaal Gerechtshof is vrijgekomen voor de rest van de ambtstermijn die volgens het Statuut van het Hof moet worden ingevuld.
- Merkt op dat de datum van de verkiezingen om de positie in te vullen moet worden vastgelegd door de Veiligheidsraad.
- Beslist dat de verkiezing zal plaatsvinden op 2 maart 2000 op een vergadering van de Veiligheidsraad en een vergadering van de Algemene Vergadering tijdens haar 54ste sessie.

## Verwante resoluties
- Resolutie 980 Veiligheidsraad Verenigde Naties (1995)
- Resolutie 1018 Veiligheidsraad Verenigde Naties (1995)
- Resolutie 1361 Veiligheidsraad Verenigde Naties (2001)
- Resolutie 1571 Veiligheidsraad Verenigde Naties (2004)

Lijst ·  1220 ·  1221 ·  1222 ·  1223 ·  1224 ·  1225 ·  1226 ·  1227 ·  1228 ·  1229 ·  1230 ·  1231 ·  1232 ·  1233 ·  1234 ·  1235 ·  1236 ·  1237 ·  1238 ·  1239 ·  1240 ·  1241 ·  1242 ·  1243 ·  1244 ·  1245 ·  1246 ·  1247 ·  1248 ·  1249 ·  1250 ·  1251 ·  1252 ·  1253 ·  1254 ·  1255 ·  1256 ·  1257 ·  1258 ·  1259 ·  1260 ·  1261 ·  1262 ·  1263 ·  1264 ·  1265 ·  1266 ·  1267 ·  1268 ·  1269 ·  1270 ·  1271 ·  1272 ·  1273 ·  1274 ·  1275 ·  1276 ·  1277 ·  1278 ·  1279 ·  1280 ·  1281 ·  1282 ·  1283 ·  1284